# Сесил Вайсброт
Сесил Вайсброт (на френски: Cecile Wajsbrot) е френска журналистка, преводачка и писателка на произведения в жанра социална драма, документалистика и публицистика.

## Биография и творчество
Сесил Вайсброт е родена на 21 юли 1954 г. в Париж, Франция, в семейството на полски евреи. Семейството ѝ бяга във Франция, откъдето дядо ѝ е депортиран и по-късно убит в концентрационния лагер „Аушвиц“. Завършва романска филология и сравнителна литература в Сорбоната в Париж. След дипломирането си работи преподавател по френски език, а по-късно като литературен и радио редактор.
От 1989 г. преминава на свободна практика като преводач и журналист, за да може да следва писателската си кариера. Превежда книги от английски и немски на френски език, от автори като Вирджиния Улф, Сюзън Уигс, Чарлз Олсън, Герт Ледиг и Волфганг Бюшер. Сътрудничи на списанията Autrement, Les nouvelles Littéraires и Le Magazine littéraire.
Първият ѝ роман Atlantique е издаден през 1993 г. В памет на загиналата в самолетна катастрофа млада жена, режисьорът Жил събира трима мъже – Франсоа, нейният съпруг, Винсент, нейният брат и Хюго, близък приятел, които са били с нея общ музикален квартет, за да изсвирят квартет на Шуберт и да изяснят спомените си.
През 2001 г. е издаден романът ѝ „Междинна спирка“. В историята една млада българка в началото на промените търси нов живот в Париж. Познанията ѝ за града са въз основа на романите и фантазията ѝ, но мечтите и се заплитат в мрежата на меланхолична любовна история и парижкото метро.
Романите на писателката често имат автобиографична основа. В своите документални книги тя повдига въпросите свързани с мълчанието между поколенията относно травматичните събития от миналото във връзка с френската и германската следвоенна история. Авторка е и на пенталогията „Открито море“ в пет различни теми за изкуството.
В периода 2014 – 2015 г. е гост-преподавател в Института „Петер Сонди“ към Свободния университет в Берлин, а в периода 2015 – 2017 г. е президент на „Дома на писателите и литературата“. През 2014 г. получава наградата „Ойген Хелмле“ за превод, а през 2016 г. наградата на Берлинската академия „за изключителни постижения в стимулирането и задълбочаването на отношенията между французите и германците“. От 2017 г. е член на Германската академия за език и поезия, а от 2021 г. е избрана за заместник-ръководител на секция по литература в нея за период от три години.
Сесил Вайсброт живее в Париж и Берлин.

## Произведения

### Самостоятелни романи
- Atlantique (1993)[1][2][3]
- Le Désir d'Équateur (1995)
- Mariane Klinger (1996) – награда „Чарлз Омон“
- La Trahison (1997)
- Voyage à Saint-Thomas (1998)
- Nation par Barbès (2001)
Междинна спирка, изд.: „Интерпринт“, София (2009), прев. Красимир Петров
- Nocturnes (2002)
- Caspar-Friedrich-Strasse (2002)
- Le Tour du lac (2004)
- Mémorial (2005)
- L'Hydre de Lerne (2011)
- Nevermore (2021)

### Документалистика
- Violet Trefusis (1989) – с Франсоа Митеран[1][2]
- Le Cercle de Virginia (1996)
- Beaune la Rolande (2004)
- Fugue (2005)
- La fidélité. Un horizon, un échange, une mémoire (2008)
- Für die Literatur (2013)
- Berliner ensemble (2015)
- Une autobiographie allemande (2016) – с Хелен Сиксус

#### Поредица „Открито море“ (Haute mer)
1. Conversations avec le maître (2007)[1][2]
2. L'Île aux musées (2008)
3. Sentinelles (2013)
4. Totale Éclipse (2014)
5. Destruction (2019)

Haute mer (2022) – сборник

### Преводи
- Un éclair dans les ténèbres, Абра Тейлър (1984)[4]
- Des étoiles dans la mer, Лори Макбейн
- Une vie à soi, Марион Милнър[5]
- L'enfant qui parlait aux oiseaux, Ханс Бауман, Тео Пуебла
- Fabergé et les maîtres orfèvres russes – сборник
- Farce amère, Крейг Нова
- The Player, Майкъл Толкин
- Tokyo séisme : 60 secondes qui vont changer le monde, Питър Хандфийлд
- Les Vagues, Вирджиния Улф
- L'Héritière de Robinson, Джейн Гардам
- Le Musée de l'amour, Стив Уайнър
- Les Carnets perdus de Frans Hals, Майкъл Кернан
- L'Amour en classe célibataire, Анджела Ламбърт
- La Nuit des dragons, Джак Прелуцки
- Les Sorcières du lundi, Джак Прелуцки
- Tout chasseur veut savoir, Михаил Йосел
- Flibustiers, Вайолет Трефузис
- Histoire de Suth, Питър Дикинсън
- Le Monde perdu sous la mer, Артър Конан Дойл
- Travelling : poèmes, Патриша Нолан
- L'Attraction, Шериф Зананири
- Histoire de Ko, Питър Дикинсън
- Histoire de Noli, Питър Дикинсън
- Le Général des soldats de bois, Йен Лорънс
- Histoire de Mana, Питър Дикинсън
- Sous les bombes, Герт Ледиг
- Après-guerre, Герт Ледиг
- Berlin-Moscou, un voyage à pied, Волфганг Бюшер
- Irène et Pénélope, Вайолет Трефузис
- Allemagne, un voyage, Волфганг Бюшер
- Les Architectes, Щефан Хайм
- Kaltenburg, Марсел Байер
- Un été sans fin, Петер Курцек
- Loin de la mer : à pied à travers les grandes plaines, Волфганг Бюшер
- Des phrases ailées et autres essais, Вирджиния Улф
- Un printemps à Jérusalem, Волфганг Бюшер
- La Pensée écologique, Тимъти Мортън (2019)